# فرار تحت فشار
فرار تحت فشار (به انگلیسی: Escape Under Pressure) یا عمیقاً بی‌رحمانه (به انگلیسی: The Cruel Deep) فیلمی محصول سال ۲۰۰۰ و به کارگردانی جین پلرین است. در این فیلم بازیگرانی همچون راب لو، لیزا میلر، کریگ واسون، هری ون گورکم، اسکات آنتونی ویسکومی و تامی هینکلی ایفای نقش کرده‌اند.